# Dysnomia (mitologia)
Dysnomia (także Bezprawie; gr. Δυσνομία Dysnomía, łac. Dysnomia ‘bezprawie’) – w mitologii greckiej uosobienie bezprawia, bogini chaosu i sporów, córka Eris.